# Arhinobelus
Arhinobelus là một chi bọ cánh cứng trong họ Belidae.

## Các loài
- Arhinobelus agathophagus Zimmerman, 1994